# VistA
VA Vista (Veterans Health Information Systems and Technology Architecture) — медицинская система Департамента ветеранов Министерства обороны США; самая большая медицинская информационная система в США. Обеспечивает медицинское обслуживание 4 миллионов ветеранов, с ней работает 180 тыс. сотрудников в 163 госпиталях, 800 клиниках и 135 домах ухода.
Зачатки системы — конец 1970-х годов (начало американской медицинской стратегической инициативы). В настоящее время Виста — разветвленная МИС, охватывающая практически все аспекты медицинского обслуживания, как в больнице, так и в поликлинике.
Система построена на языке/платформе MUMPS, имеет ядро, и порядка ста прикладных пакетов программ. ВистА также может работать на СУБД Caché, основанной на технологии MUMPS.
В Остине находится Центр автоматизации управления по делам ветеранов (Austin Automation Center), и соответственно национальные база данных ВистЫ, с которыми обмениваются БД локальных систем.

## История ВистА
ВистА началась со стандартизации MUMPS ANSI в 1977 году. Два компьютерных энтузиаста, работающих в Департаменте ветеранов, — Joseph (Ted) O’Neill и Marty Johnson — увидели в MUMPS базу больничной системы по всей стране. Первыми модулями были тестовая программа по психиатрии (Gordon Moreshead, Wally, в настоящее время интерфейсный Windows-модуль MHA), программа анализа питания при лечении диабета (Richard Davis с тех пор тема диабета присутствует в демонстрационных программах), компьютеризация радиационной медицины (Joe Tatarczuk).
В СССР стандарты MUMPS не получили поддержки и в настоящее время ВистА не может работать с русским языком, хотя, по некоторым данным, в арабских странах проводится работа по переходу на кодирование UTF-16.

## Конфигурация системы
В ВистА за уникальность пациента отвечает локальный файл пациентов (#2) и глобальная система индекса пациентов (The Master Patient Index). В центре автоматизации VA в Остине индекс пациентов (то есть реальных прикрепленных к больницам пациентов) составляет 14 миллионов записей. Эта архитектура обеспечивает перемещение записей пациента в любую больницу.
Основной интерфейс — алфавитно-цифровые меню и поля данных на сервере. Есть два основных интерфейса-клиента Windows CPRS — доступ к электронной истории болезни и VistA Imaging доступ к самым разнообразным медицинским изображением. Серверный интерфейс позволяет переходить к функциям, данным системы как иерархически, так и непосредственно переходя к данным и функциям любого уровня.
В соответствии с законом США свободе информации VistA и CPRS распространяется свободно, VistA Imaging — коммерческий продукт, но существует свободная версия, которая ещё не прошла сертификацию FDA. VistA Imaging можно заказать в Департаменте ветеранов.
Принятие ВистА, использующей штрих-коды (браслет на пациенте со штрих-кодом, и лекарства в таре со штрих-кодом), позволило достигнуть точности работы с лекарствами[что?] 99,997 %.
Обмен сообщениями в ВистА выполняется в соответствии со стандартом HL7, работа с медицинскими изображениями обеспечивается в стандарте DICOM. ВистА может использоваться как в отдельном госпитале, так и в региональной системе госпиталей. В одной из реализация Виста позволила обеспечить доступ к электронной истории болезни из 128 медицинских учреждений.
С помощью программы MyHealtheVet можно использовать личные медицинские данные в отличных от ВистА системах.
В проекте HealtheVet (HeV) разрабатывается следующее поколение ВистА.